# Jerzy Bartmiński

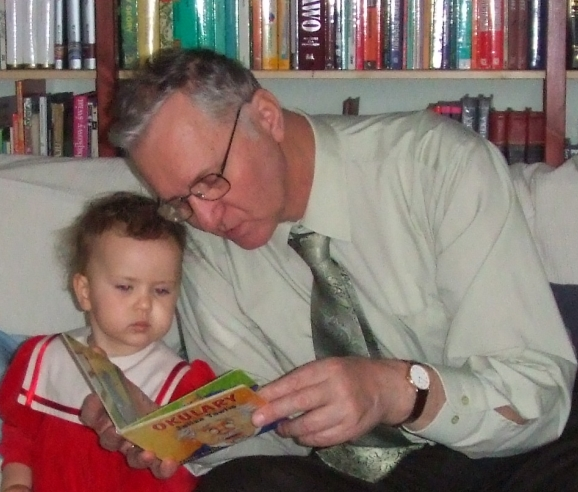
Jerzy Bartmiński (2006)

Jerzy Bartmiński (* 19. September 1939 in Przemyśl; † 7. Februar 2022 in Lublin) war ein polnischer Literaturwissenschaftler und Sprachwissenschaftler, der sich in seinen wissenschaftlichen Arbeiten mit Volksliteratur und Dialektologie beschäftigte.

## Leben
Bartmiński besuchte das Gymnasium in Przemyśl und legte 1956 das Abitur ab. Anschließend studierte er Polonistik an der Marie-Curie-Skłodowska-Universität in Lublin. Für die Wissenschaftszeitschrift Językoznawca arbeitete er von 1958 bis 1970.
Politisch gehörte er von 1961 bis 1982 dem Zjednoczone Stronnictwo Ludowe an. Mit der Arbeit O języku literatury ludowej Lubelszczyzny (Doktorvater: Leon Kaczmarek) promovierte er 1971 an der Marie-Curie-Skłodowska-Universität und dozierte danach von 1972 bis 1982. Daneben war er ab 1975 Redaktionsmitglied der Zeitschrift Literatura Ludowa. Mit der Arbeit O derywacji stylistycznej. Gwara ludowa w funkcji języka artystycznego habilitierte er 1978 und wurde an der Marie-Curie-Skłodowska-Universität als Dozent angestellt.
Ab September 1980 engagierte er sich aktiv in der Solidarność und wurde im Dezember 1981 in Włodawa für 17 Tage interniert. An der Polnischen Akademie der Wissenschaften war er ab 1985 Mitglied der Kommission für Lexikografie des Sprachwissenschaftlichen Komitees und leitete die Kommission für Folkloristische Belange des Komitees für Literaturforschung. Zudem war er ab 1988 Mitglied des Redaktionsrates des Wörterbuchs für die polnische Gegenwartssprache. 1991 wurde er zum Professor berufen und war Mitglied des Redaktionskomitees des Słownik polszczyzny XVI w. Zum ordentlichen Professor wurde er 1997 ernannt.
Am Institut für Polonistik an der Staatlichen Berufshochschule in Przemyśl war er von 2001 bis 2004 Direktor und von 2008 bis 2014 Professor am Institut für Slawistik an der Polnischen Akademie der Wissenschaften. Seit 2014 war er Mitglied der Polska Akademia Umiejętności.

## Publikationen
- O języku folkloru, 1973
- O derywacji stylistycznej. Gwara ludowa w funkcji języka artystycznego, 1977
- Nazwiska obce w języku polskim. Problemy poprawnościowe. Słownik wymowy i odmiany, 1978
- Teksty gwarowe z Lubelszczyzny, 1978
- Folklor – język – poetyka, 1990
- Polskie kolędy ludowe, 2002
- Językowe podstawy obrazu świata, 2006
- Stereotypy mieszkają w języku, 2007
- Aspects of Cognitive Ethnolinguistics, 2009. ISBN 978-1845539702
- Tekstologia, 2009
- Polskie wartości w europejskiej aksjosferze, 2014

## Auszeichnungen (Auswahl)
- 1989: Goldenes Verdienstkreuz
- 1999: Ritterkreuz Polonia Restituta